# وجه ملاك
فيس أف أن إينجل أو وجه ملاك، فيلم المخرج مايكل وينتر بوتم، مقتبس من أحداث واقعية وهي جريمة القتل التي تعرضت لها الطالبة البريطانية مريديث كيرشر، أثناء دراستها بإيطاليا. القضية هزت الرأي العام لكون المتهم الرئيسي هي الطالبة الأمريكية أمندا كنوكس التي كانت تقاسمها الشقة التي كانت الطالبتان تسكنانها بمدينة بيروجيا الإيطالية سنة 2007.
يحدثنا المخرج مايكل وينتر بوتم عن أحداث الفيلم فيقول:
“الفيلم في البداية يتحدث عن الطريقة التي يعالج بها الإعلام هذا النوع من القاضايا، هذه القضية على الخصوص وجرائم القتل والجرائم العنيفة وغيرها. هو تفسير لدور الإعلام. مع تطور أحداث الفيلم نبتعد عن هذا الموضوع ليتمحورالفيلم حول الفتاة التي قتلت ويتحدث عن حب شخص غائب. هناك طرق متعددة لفهم الفيلماتمنى ان تكون آخرها الحب والحزن.”
الممثلة الأمريكية كايث بيكينسال تلعب دور الصحفية الأمركية لاتزا نادو والتي أصدرت كتابا بعد تحققها في هذه القضية والذي اقتبس منه الفيلم. د انيال برهول، الممثل الألماني، يلعب دور مخرج يعد لوثائقي عن الإجرام. 
عن رغبته في مطاقبة احداث الفيلم للوقائع الحقيقية للقضية يقول المخرج: 
“بدا لي خطأ أن أمزج أسماء واقعية بأخرى خيالية. بدا لي ذلك كنوع من الصحافة الخيالية. إنتقلنا إلى مدينة سيينا، غيرنا الأسماء لكن كل الأحداث تركناها كما هي وعالجنا الموضوع بدقة كما لو أننا كنا سنقدم وثائقيا عن القضية. لم نرد أن نؤثر بشكل أو بآخرعلى الحكم الذي لم يتم إصداره بعد. أو حتى في احداث الجريمة نفسها.”
تم اختيار المغنية والعارضة الإنجليزية كارا دولافين للقيام بدور الضحية مريديث كيرشر. سيصادف خروج الفيلم في القاعات الأوربية إعادة النظر في الحكمالذي أصدرته المحكمة العليا الإيطالية منذ ثمان سنوات في حق أمندا كنوكس وصديقها الإيطالي.

## وصلات خارجية
- وجه ملاك على موقع IMDb (الإنجليزية)
- وجه ملاك على موقع ميتاكريتيك (الإنجليزية)
- وجه ملاك على موقع روتن توميتوز (الإنجليزية)
- وجه ملاك على موقع نتفليكس (الإنجليزية)
- وجه ملاك على موقع قاعدة بيانات الأفلام العربية
- وجه ملاك على موقع ألو سيني (الفرنسية)
- وجه ملاك على موقع أول موفي (الإنجليزية)
- وجه ملاك على موقع فيلمافينيتي (الإسبانية)
- وجه ملاك على موقع قاعدة بيانات الفيلم (الإنجليزية)
- وجه ملاك على موقع ليتربوكسد (الإنجليزية)